# Neochoerus
Neochoerus (лат.) — вымерший род грызунов из подсемейства Hydrochoerinae семейства свинковых, обитавших в Северной и Южной Америке на территории США, Мексики, Аргентины, Боливии, Бразилии, Венесуэлы, Перу, Уругвая, Сальвадора, Гватемалы и Панамы. Родственен современным капибарам. Ископаемые остатки представителей рода известны с плиоцена по плейстоцен (4,9—0,0117 млн лет назад). Наземные растительноядные животные.

## Виды
По данным сайта Paleobiology Database, на октябрь 2022 года в род включают 3 вымерших вида:
- Neochoerus aesopi Leidy, 1853
- Neochoerus pinckneyi Hay, 1926
- Neochoerus sirasakae Spillmann, 1941